# Baudouin I al Belgiei
Baudouin I (neerlandeză Boudewijn Albert Karel Leopold Axel Marie Gustaaf van België); (n. 7 septembrie 1930, Laeken, Comunitatea Francofonă din Belgia⁠(d), Belgia – d. 31 iulie 1993, Motril, Andaluzia, Spania) a fost rege al Belgiei după abdicarea tatălui său în 1951 până la moartea sa în 1993. A fost fiul cel mare al regelui 
Leopold al III-lea (1901–1983) și a primei lui soții, Astrid a Suediei (1905–1935). Nu a avut moștenitori și, după decesul său, coroana a trecut fratelui său, Albert al II-lea.
A fost verișor primar cu regele Harald al V-lea al Norvegiei, Prințesa Astrid a Norvegiei și Prințesa Ragnhild a Norvegiei. Baudouin este varianta franceză a numelui său, varianta cea mai comună folosită în afara Belgiei.